# Nostra Signora dei Turchi (teatro)
Nostra Signora dei Turchi è un'opera teatrale di Carmelo Bene, tratto dall'omonimo romanzo del 1966. Il dramma è stato portato in scena in vari periodi tra il  1966 e il 1974. 
Il romanzo, scritto da Carmelo Bene ed edito nel 1966, fu messo in scena per la prima volta nello stesso anno, poi trasposto nella versione filmica (1968) e venne riportato di nuovo in scena, a Roma, il 10 ottobre 1973, al Teatro delle Arti. Il ritorno di Carmelo Bene in teatro fu un vero trionfo: il primo spettacolo di Nostra Signora dei Turchi, con le sue venticinque repliche romane, vide in platea un'infinità di "nomi che contano", tra cui Ennio Flaiano, Alberto Arbasino, Vittorio Gassman, Mariangela Melato, Giuseppe Patroni Griffi, Alberto Moravia, Renzo Arbore, Gianni Morandi, Gigi Proietti, Elsa De Giorgi, Enzo Siciliano, Franco Franchi e tanti altri.
Esiste anche una versione radiofonica di Nostra Signora dei Turchi.

## Trama
Seguendo un collegamento ambivalente e poi profetico della vicenda della strage degli 800 martiri a Otranto ad opera dei Turchi, Carmelo Bene, nei panni di un uomo pugliese, ripercorre un proprio cammino interiore. La sua filosofia che spiegherà in un monologo fuori campo consiste nel manifestare il proprio essere interiore distrutto e deturpato da forze esterne. Tramite la mediocrità più assoluta e il rifiuto anticonformista della salvezza e degli aiuti esterni, Carmelo Bene nelle vesti del personaggio pugliese arriva a compiere il suo dovere, autodistruggendosi. Ma l'invettiva lanciata da lui non è solo contro il proprio ego, bensì contro anche quelle forze che hanno contribuito a renderlo insulso e sofferente.

## Edizioni teatrali
- Nostra Signora dei Turchi (I edizione). Con Lydia Mancinelli, M. Puratich. Roma, Teatro Beat 72 (1º dicembre 1966).
- Nostra Signora dei Turchi (II edizione). Regia di Carmelo Bene. Scene di Gino Marotta. Interpreti: Carmelo Bene, Luciana Cante, Lydia Mancinelli. Bologna, Teatro Eleonora Duse, 7 aprile 1972
- Nostra Signora dei Turchi. Regia di Carmelo Bene. Scena di Gino Marotta. Interpreti: Carmelo Bene, Lydia Mancinelli, Imelde Marani, Isabella Russo, Alfiero Vincenti, Bruno Baratti, Franco Lombardo, Gerardo Scala, Roma, Teatro delle Arti, 10 ottobre 1973.
- Nostra Signora dei Turchi. Regia di Carmelo Bene. Scena di Gino Marotta. Interpreti: Carmelo Bene, Lydia Mancinelli, Simona Ranieri, Isabella Russo, Alfiero Vincenti, Bruno Baratti, Giuliana Salandra, Luca Temata, Macerata,Teatro Stabile dell'Aquila, Teatro Comunale L.Rossi, 28 Aprile 1974.

## Adattamento cinematografico
Lo stesso Carmelo Bene ha diretto nel 1968 la versione cinematografica Nostra Signora dei Turchi.